# Эбботт, Лаймен
Ла́ймен Э́бботт (англ. Lyman Abbott; 18 декабря 1835, Роксбери, Массачусетс, США — 22 октября 1922) — американский конгрегационалистский священник, редактор, представитель либеральной теологии.

## Биография
Лаймэн Эбботт родился в Роксбери, штат Массачусетс, 18 декабря 1835 года. Он был сыном писателя, педагога и историка Джейкоба Эбботта, а его матерью была Харриет Воган. Детство и молодость Эбботта прошли в Фармингтоне, штат Мэн, а затем в Нью-Йорке. Он окончил Нью-Йоркский университет в 1853 году, где был членом Евклеанского общества. Он изучал право и вскоре был принят в коллегию адвокатов в 1856 году. Однако Эбботт оставил карьеру юриста, увлекшись теологией. В 1860 году он был рукоположен в священники Конгрегационалистской церкви. В 1869 году он оставил пасторский пост, чтобы посвятить себя литературе и публицистике. С 1876 году вместе с Г. Бичером редактировал журнал «Крисчиан юнион» (Christian Union) (с 1893 «Крисчиан аутлук» (Christian Outlook). С 1881 года Эббот стал главным редактором журнала, переименованного в "The Outlook" в 1891 году. Эбботт был твердым сторонником индустриальной демократии и защищал прогрессивизм Теодора Рузвельта на протяжении почти 20 лет. В 1888 году, после кончины Бичера, он стал пастором Плимутской конгрегационалистской церкви в Бруклине. Его философия отражена в таких трудах, как «Эволюция христианства» (англ. The Evolution of Christianity, 1892) и «Христианство и социальные проблемы» (англ. Christianity and Social Problems, 1896). В 1890-е-1900-е гг. Эбботт принимал активное участие в деятельности и общественных кампаниях американского общества друзей русской свободы.